# Чорногорія
Чорного́рія, або Чо́рна Гора́ (чорн. Crna Gora / Црна Гора, МФА: [t͡sr̩̂ːnaː ɡǒra], італ. Montenegro, МФА: /ˌmon.teˈne.ɡro/) — країна в Південно-східній Європі. Лежить на узбережжі Адріатичного моря на Балканському півострові. Межує із Сербією, Боснією та Герцеговиною, частково визнаним Косовом, Албанією та Хорватією. Столиця та найбільше місто — Подгориця (150 000 осіб), також статус культурної та історичної столиці має місто Цетинє.
У ранньому Середньовіччі на території сучасної Чорногорії були три південнослов'янські князівства: Дукля (південь), Травунія (захід) та Рашка (північ). У XIV—XV століттях тут виникло князівство Зета. З кінця XIV до кінця XVIII століття велику частину південної Чорногорії контролювала Венеційська республіка (під назвою Венетська Албанія). Саме з венеційської мови походить міжнародна назва країни Montenegro, уперше вжита в кінці XV століття. Після періоду османського правління Чорногорія відновила незалежність у 1696 році за династії Петрович-Негош, спершу як теократична, а згодом як світська монархія. Великі держави визнали незалежність Чорногорії на Берлінському конгресі 1878 року. У 1910 році країна стала королівством.
Після Першої світової війни Чорногорія стала частиною Югославії. Після її розпаду республіки Сербія й Чорногорія утворили спільну федерацію. Після референдуму про незалежність у травні 2006 року Чорногорія проголосила незалежність, і федерація мирно розпалася.
Економіка Чорногорії має середній рівень доходу і посідає 48-ме місце у Індексі людського розвитку. Країна є членом ООН, НАТО, СОТ, ОБСЄ, Ради Європи та Центральноєвропейської асоціації вільної торгівлі. Також Чорногорія є серед країн-засновниць Середземноморського союзу, а також перебуває в процесі приєднання до Європейського Союзу.

## Назва
Свою назву країна одержала через колір місцевих гір, укритих темними (чорними) лісами.
Першим, про «Чорну гору», на якій стояло святилище з величезною статуєю Сатурна, згадував арабський географ Аль Масуді. Його опису відповідає пагорб Гориця у сучасній чорногорській столиці Подгориці, де за римської доби і справді було святилище із статуєю місцевого божества. Пагорб і сьогодні вкритий лісом, колір дерев якого скидається на чорний.

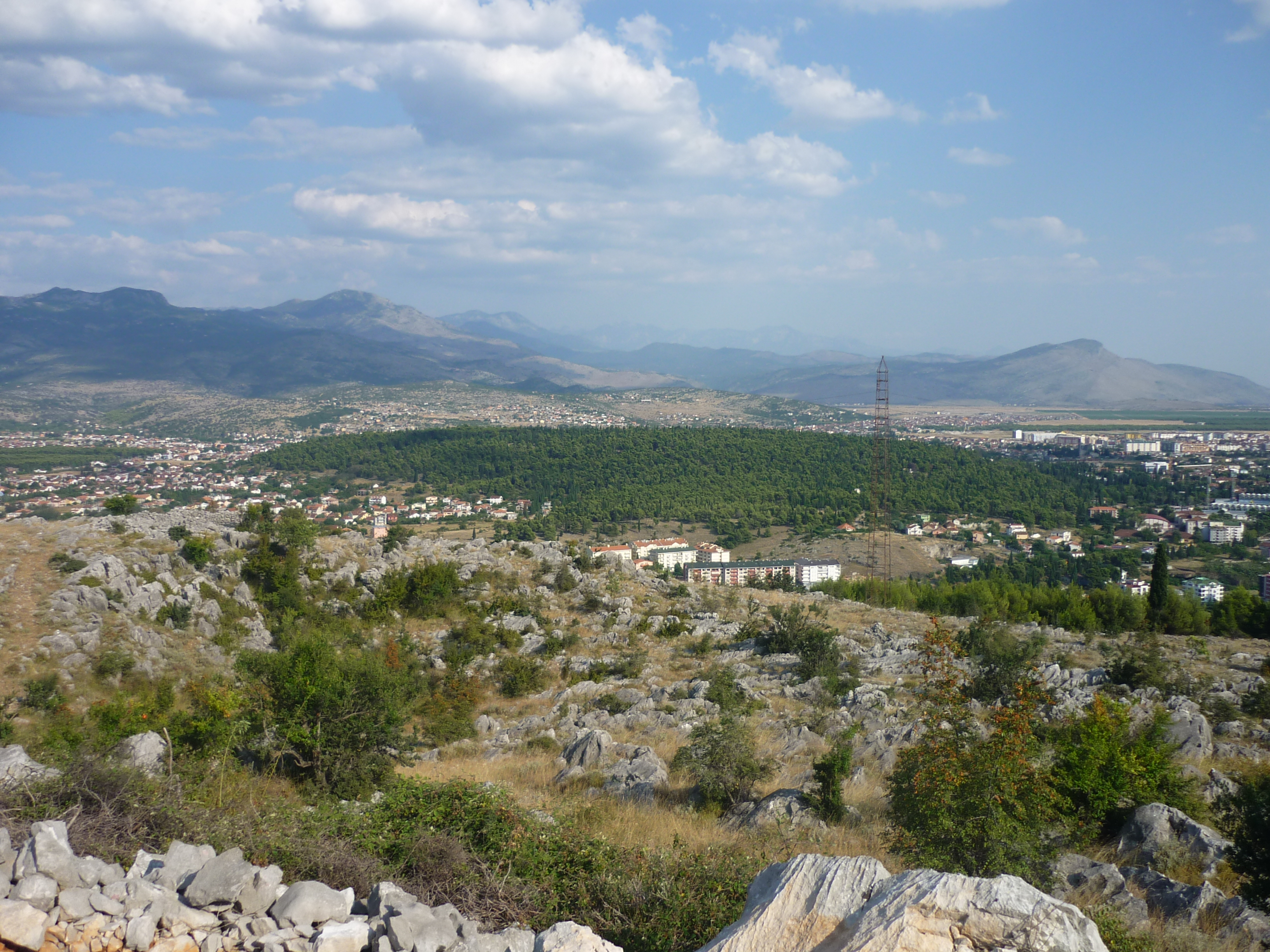
Пагорб Гориця .

За іншою версією назву країні дала гора Ловчен.

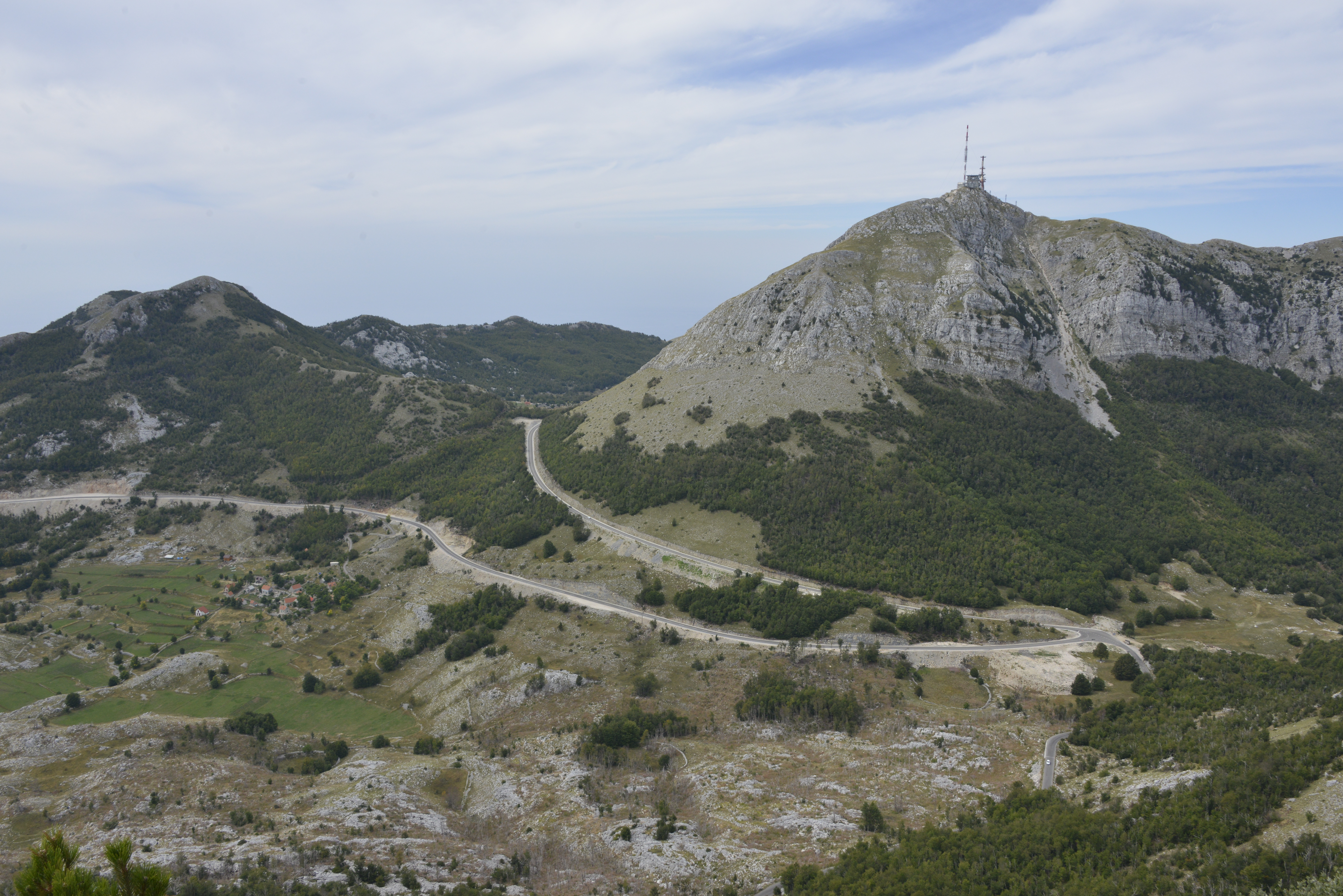
Гора Ловчен.

До української мови назва «Чорногорія» потрапила безпосередньо, як переклад, з чорногорської, де в оригінальному вигляді країна називається «Crna Gora», а відповідно до правил граматики української мови «Чорна гора» перейшла в назву країни — Чорногорія через російську (Аналогічно, наприклад, Швейцарія та Франція). До більшості західноєвропейських мов (англійської, французької, іспанської) назва країни потрапила з венеційського «Montenegro», що складається з слів Mons (гора) і Niger (чорний колір). До інших мов світу назва країни потрапила як переклад (тур. Karadağ, ісл. Svartfjallaland, алб. Mali i Zi).

## Географічні дані
Територію країни можна умовно розділити на три частини: узбережжя Адріатичного моря, відносно рівнинна центральна частина країни, на якій розташовані два її найбільших міста: Подгориця і Никшич, і гірські системи сходу країни.

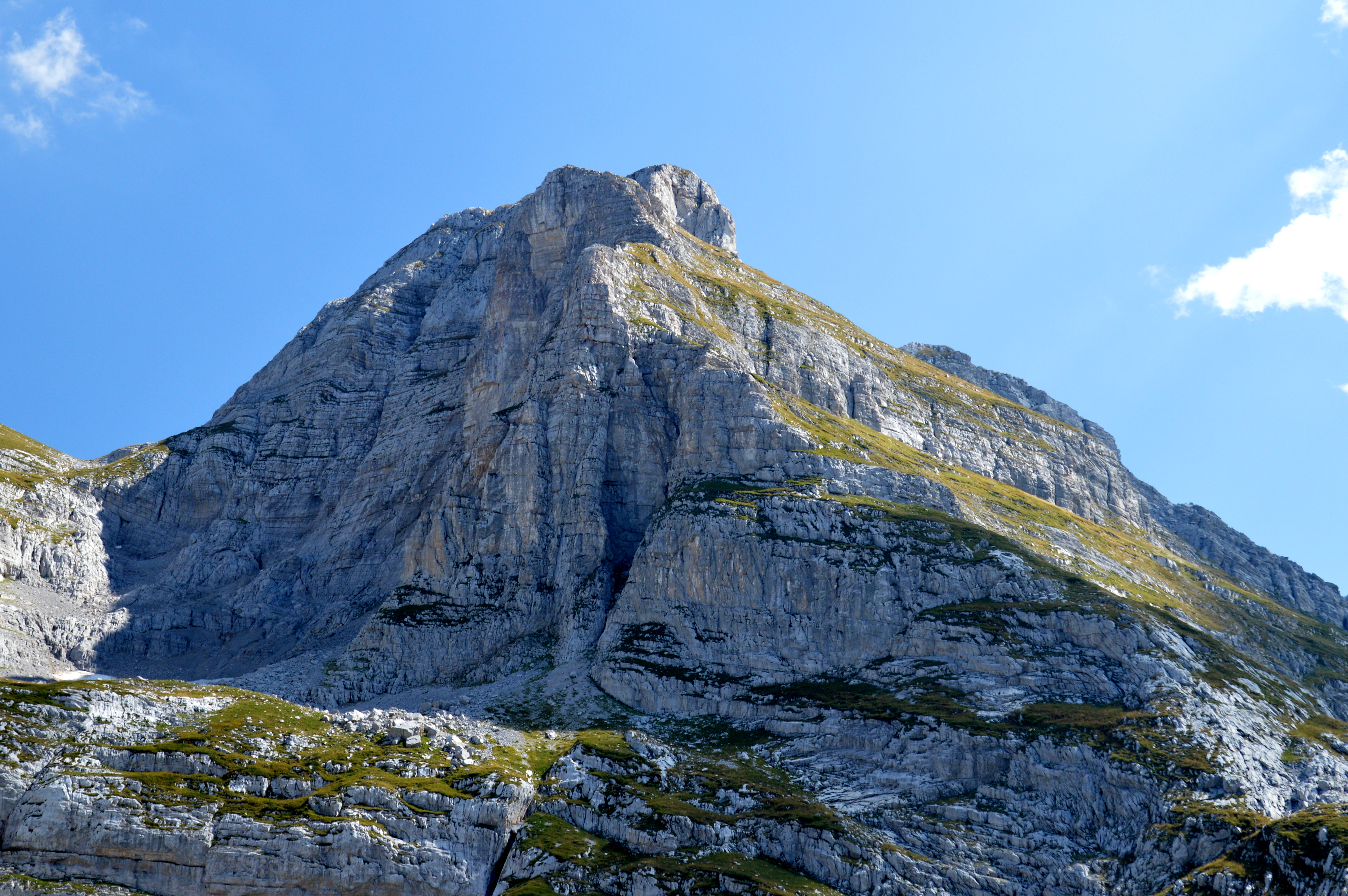
Зла-Колата, найвища точка держави

Протяжність сухопутних кордонів держави становить 614 км: на заході — з Хорватією (14 км); на північному заході — з Боснією і Герцеговиною (225 км); на північному сході — із Сербією і Косово (203 км); на південному сході — з Албанією (172 км).

Супутниковий знімок Чорногорії

Континентальна берегова лінія Чорногорії має протяжність близько 300 км. Чорногорія має у своєму складі 14 морських островів, сукупна довжина берегової лінії яких становить 15,6 км. На південному заході країни лежить велика затока Бока Которська, яка має площу водної поверхні 87,3 км² і врізається в сушу на 29,6 км.

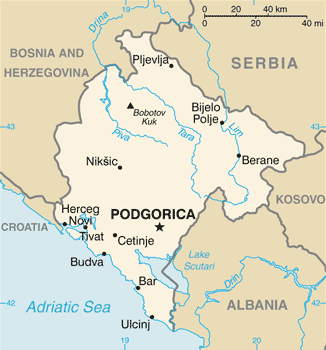
Карта Чорногорії

Протяжність пляжів Чорногорії — 73 км. Температура морської води протягом семи місяців коливається в діапазоні від +12 до +26 °C, прозорість морської води місцями перевищує 35 м.

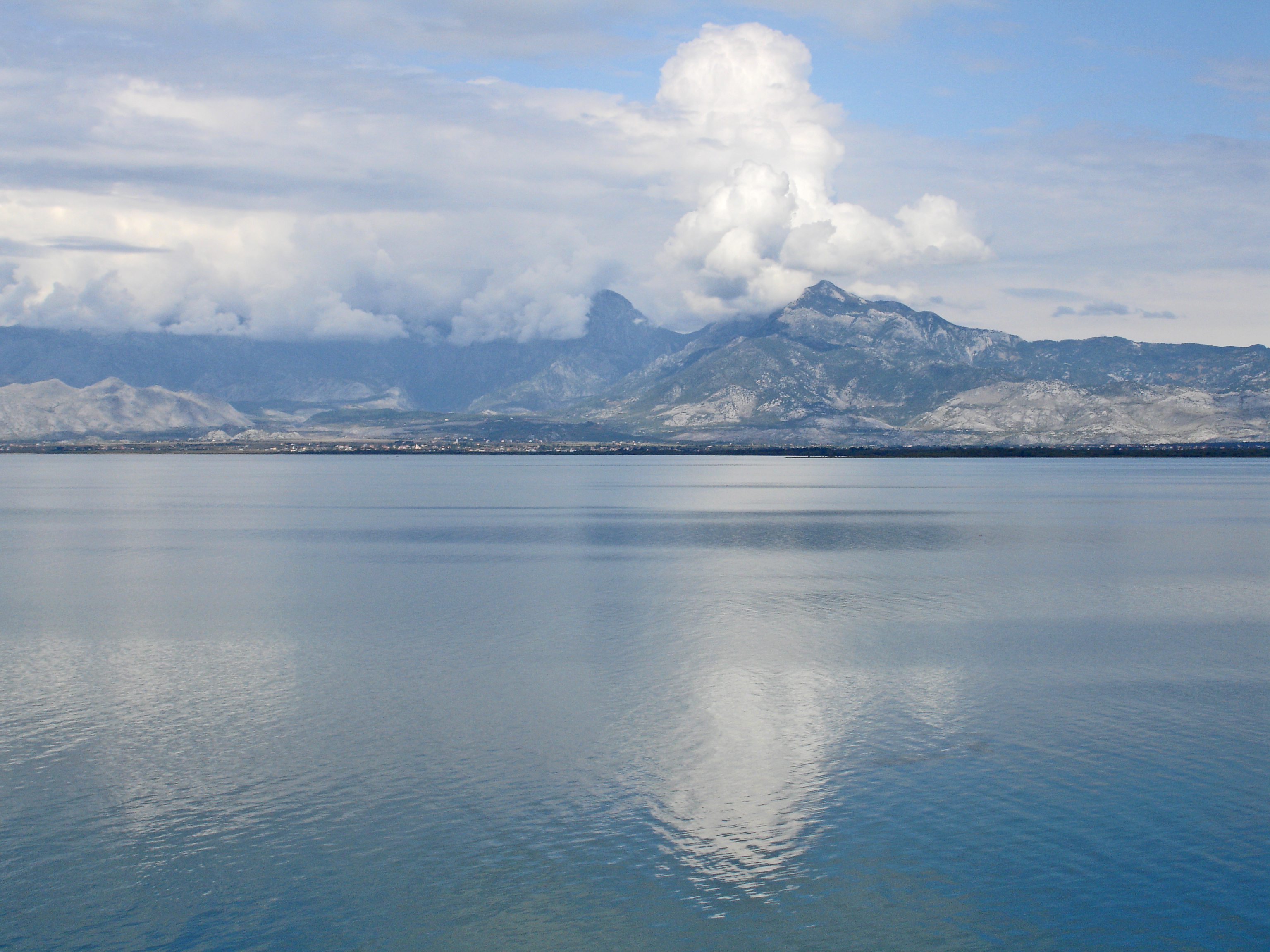
Скадарське озеро

Найбільші річки Чорногорії: Тара (144 км), Лім (123 км), Чеотіна (100 км), Морача (99 км), Зета (65 км), Цієвна (56 км) і Бояна (30 км). Близько 52,2 % чорногорських річок належать до басейну Чорного моря, інші 47,8 % — до басейну Адріатичного моря. Три чорногорських річки (Морача, Зета і Пива) течуть виключно по території Чорногорії. Річка Бояна раніше була єдиною судноплавною річкою Чорногорії; зараз не судноплавна. Більшість чорногорських річок — гірські. Вони утворюють глибокі каньйони. Каньйон річки Тара глибиною близько 1200 м, є найглибшим у Європі та другим за глибиною у світі. Річки Чорногорії володіють енергетичним потенціалом в 115 кВт на 1 км² території, що є дуже високим показником. Проте з різних причин (у тому числі екологічних) гідроенергетика в країні не розвинена.
Найбільше озеро Чорногорії та всього Балканського півострова — Скадарське. Загальна площа його водної поверхні становить 369,7 км². Дві третини озера (за площею) лежать на території Чорногорії, одна третина — на території Албанії. Друге за площею озеро Чорногорії — Шасське (3,64 км²), що поблизу міста Ульцинь. Також на території Чорногорії є 29 невеликих гірських озер льодовикового походження (так звані «гірські очі»), сукупна площа яких становить 3,89 км².
Понад 41 % площі країни становлять ліси та лісові угіддя, 39,58 % — пасовища. Рослинний світ Чорногорії різноманітний: всього на території країни зафіксовано 2833 види рослин, з них 212 — ендеміки Балканського півострова, а 22 — ендеміки Чорногорії. Згідно з Конституцією Чорногорії, республіка є «екологічною державою», під різними природоохоронними режимами перебувають 8,1 % території (у тому числі національні заповідники Дурмитор, Ловчен, Биоградська гора, Скадарське озеро).

### Клімат

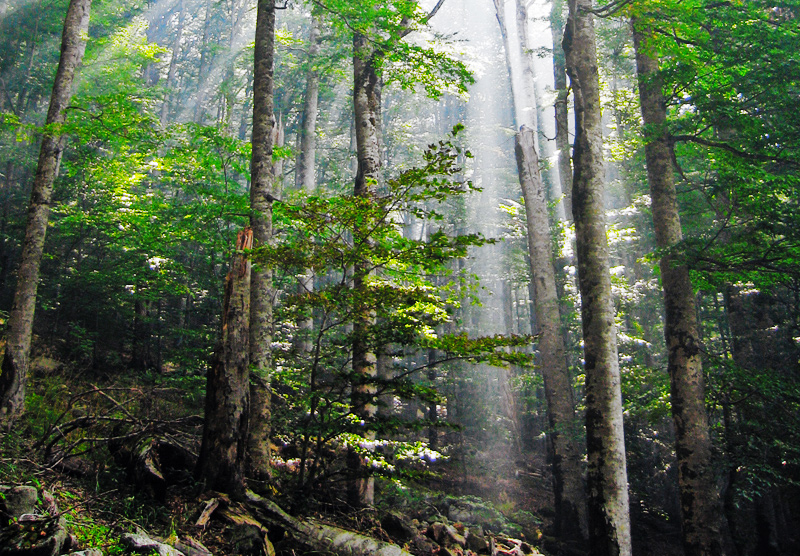
Біоградська гора, один із п'яти національних природних парків

У північній частині Чорногорії — помірно-континентальний, на Адріатичному узбережжі — середземноморський. У приморській області літо зазвичай тривале, спекотне (+23…+27 °C) і досить сухе, зима — коротка і прохолодна (+3…+7 °C). В періоди весняних на осінніх місяців бувають невеличкі землетруси по декілька на сезон. Зазвичай без пошкоджень будівель та інфраструктури. У гірських районах помірно тепле літо (+19…+25 °C) і відносно холодна зима (від +5 до −10 °C), опади випадають в основному у вигляді снігу. Опадів випадає від 500 до 1500 мм на рік, переважно у вигляді дощу, в горах поблизу морського узбережжя місцями випадає понад 3000 мм. У північних областях Чорногорії сніг лежить до 5 місяців у році. Кількість сонячних годин на рік: в Ігало — 2386, в Ульцині — 2700.

### Екологія
Уряд Чорногорії заявляє, що приділяє екології багато уваги. Насправді ситуація складна: сміттєпереробні заводи в країні досі не працюють, тому сміття або спалюють, або захороняють у місцях країни, далеких від курортів.Тому сортування сміття, його правильна утилізація і переробка — це ті проблеми, з якими Чорногорія повинна зіткнутися в майбутньому.

### Пляжі
Згідно із даними державного моніторингу води, що відбулося 23 травня на пляжах Чорногорії, вода на більшості пляжів є ідеальної якості.
Лише 2 пляжі в Ігало та 1 у Топлі отримали позначку «задовільно». А 1 пляж у Савіна — позначку «добре».
Якість води визначалась по кількості кишкових ентерококів та кишкової палички (іншими словами — фекальних бактерій)

## Історія

### Давня історія
VI століття — на ці землі прийшли слов'яни та змішалися з місцевими племенами.

### Середньовіччя
1042 — проголошено слов'янську державу Дукля (після перемоги над візантійцями). Держава називалася за столичним містом Дукля (Діоклея, Діоклетія).
1077 — Папа Римський Григорій VII визнав державу Дукля та надав титул rex Dioclea (король Дуклі) князю Міхайлу з династії Воїславовичів. Згодом державу називають Зета, за іменем річки Зети.
1186 — Зету приєднано до Сербії.
1356 — відновлення незалежності князівства Зета, яке очолюють династії Балшичів та пізніше Црноєвичів.
Після поразки сусідньої Моравської Сербії у війні з османами (1389) постала загроза османського поневолення. Деякий час цього вдавалось уникати завдяки протекторату Венеційської республіки.
1496 — Чорногорія змушена прийняти протекторат Османської імперії, але ніколи цілком їй не належала (османи контролювали лише південно-східні терени колишньої Зети).
У 1516—1852 рр. існувала де-факто незалежна теократична держава Князь-єпископство Чорногорія, якою правили владики (князі з церковним титулом єпископа). Більшість владик походили з роду Петровичів-Негошів, влада в якому передавалася переважно від дядька до племінника. Столиця країни знаходилася в її церковному центрі — місті Цетинє (Cetinje).

### ХІХ століття

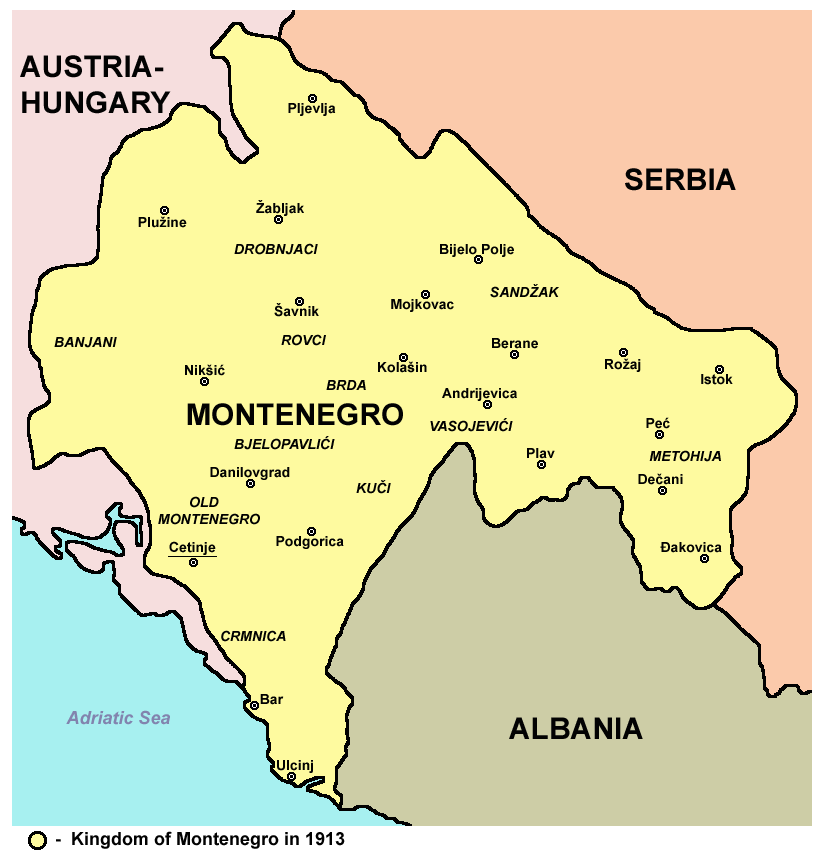

1852 — Чорногорія стає світською державою. Владика Данило II зрікся церковного сану та проголосив себе князем Данилом I.
3 березня 1878 р. — за Сан-Стефанським мирним договором, Князівство Чорногорія значно збільшило свою територію, користуючись колишніми османськими володіннями.
13 липня 1878 р. — за Берлінським договором, Князівство Чорногорія визнано 26-ю суверенною державою світу; частково підтверджені її нові територіальні набутки.

### XX століття
Князь Нікола I (1841—1921) проголошує себе королем в 1910 році.
Королівство Чорногорія бере участь у Балканських війнах 1912 і 1913 рр.

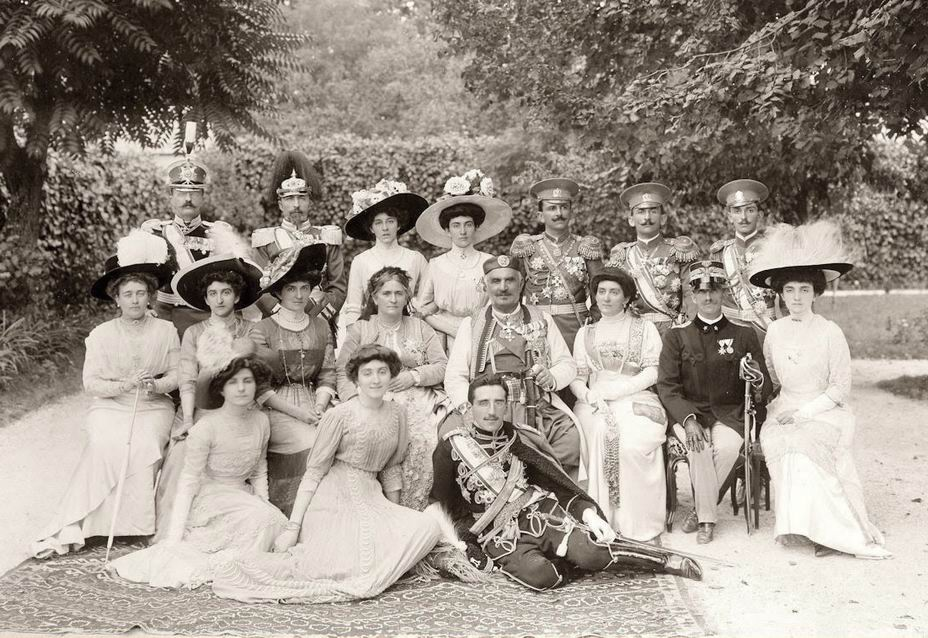
Чорногорська королівська родина та Нікола I Петрович

Під час Першої світової війни була окупована австро-угорськими військами; з 1918 року — сербськими.
26 листопада 1918 — скупщина, сформована під контролем сербських військ, попри протести прихильників самостійності, проголосувала за приєднання країни до новоствореного Королівства Сербів, Хорватів і Словенців (під владою королів Сербії), в якому чорногорцям відмовляли у власній ідентичності і вважали сербами.
1919—1924 — повстання проти сербської влади.
12 липня 1941 р. — 1943 — після німецько-італійської окупації Королівства Югославія Чорногорія була королівством під протекторатом Королівства Італія.
1943—1944 — під німецькою окупацією.
1944—1945 — під контролем югославських партизанів.
1946 — стала найменшою з 6 республік Народної (згодом — Соціалістичної) Федеративної Республіки Югославії.
1979 — найруйнівніший землетрус у Чорногорії, тодішній частині Югославії.
Березень 1992 р. — на референдумі мешканці Соціалістичної Республіки Чорногорія проголосували за те, щоби республіка залишилася в складі Югославії (референдум бойкотували мусульманська та албанська меншини).

### XXI століття

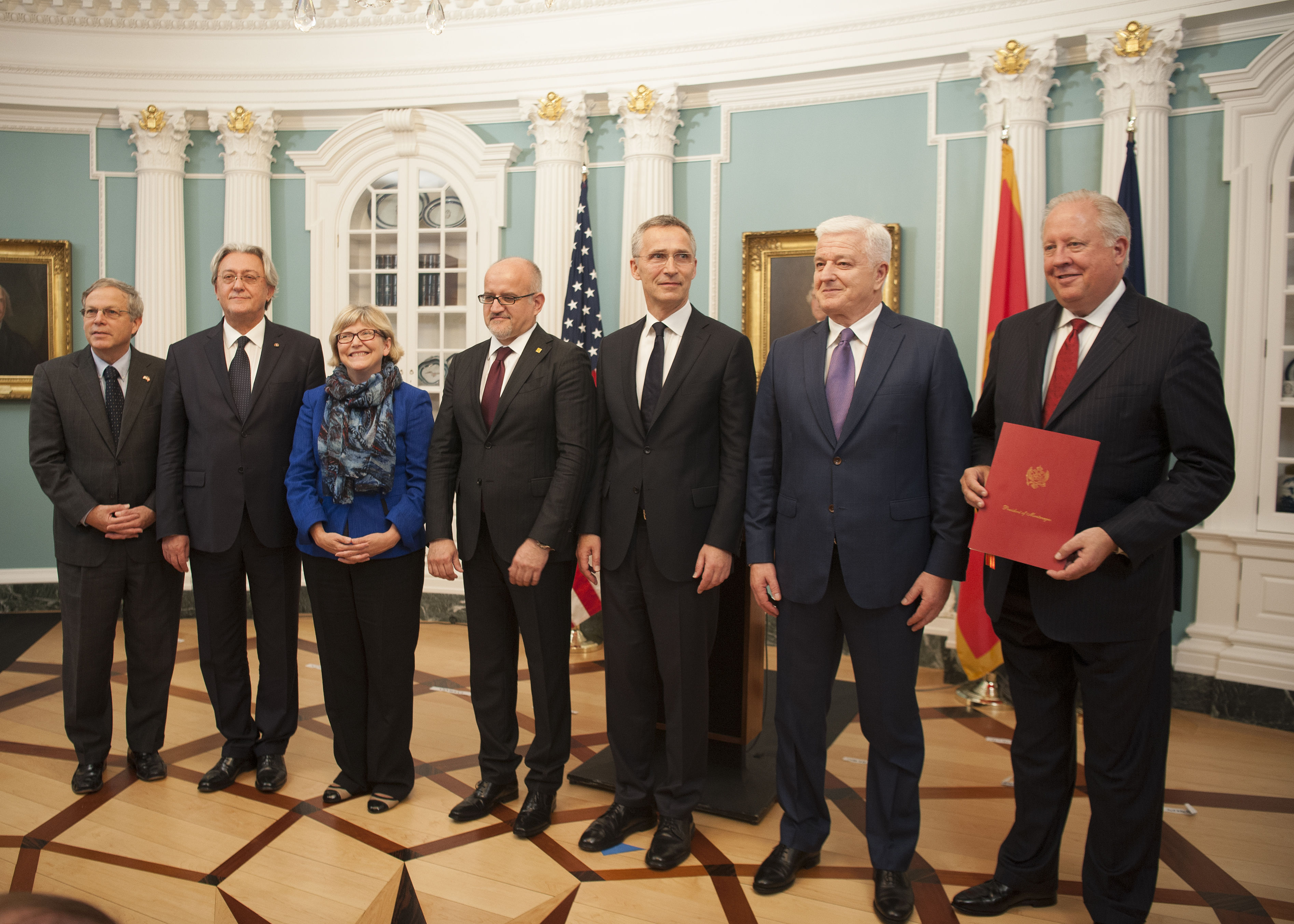
Церемонія прийняття Чорногорії до НАТО

Міло Джуканович

21 травня 2006 р. — у Республіці Чорногорія відбувся референдум з питання державного статусу республіки, на якому понад половини учасників висловилась за повну незалежність від Белграда (на той час Чорногорія вже мала окрему від Республіки Сербія валюту і митний кордон із нею).
3 червня 2006 р. — скупщина (парламент) Чорногорії проголосив незалежність республіки. Одну з провідних ролей у відновленні незалежності Чорногорії зіграв тодішній прем'єр-міністр країни Міло Джуканович, що очолював уряд Чорногорії з 1993 по 1998 та з 2003 по 2006, а також був президентом країни у 1998—2002 рр.
17 грудня 2010 року ЄС надав Чорногорії офіційний статус кандидата на вступ до спільноти, після чого прем'єр-міністр країни Міло Джуканович пішов у відставку. Прем'єр-міністром став Ігор Лукшич.
У жовтні 2012 року відбулися треті за рахунком парламентські вибори в незалежній Чорногорії. Перемогу здобула коаліція партій «Європейська Чорногорія» на чолі з Демократичною партією соціалістів Міло Джукановича. Попри те, що вперше з 2001 року коаліція очолювана Демократичною партією соціалістів не отримала у Скупщині Чорногорії абсолютної більшості, Джукановичу все ж вдалося знайти підтримку серед представників інших партій і сформувати новий уряд.
4 грудня 2012 року кабінет міністрів Міло Джукановича було офіційно затверджено парламентом.
5 червня 2017 року Чорногорія приєдналася до НАТО.
30 листопада 2018 року Скупщина Чорногорії прийняла резолюцію, у якій визнала нечинним рішення 1918 року про приєднання до Королівства Сербія.

## Державно-політичний устрій
20 жовтня 2007 була прийнята Конституція Чорногорії. Відповідно до першої статті Конституції, Чорногорія є вільною, демократичною, екологічною державою, заснованою на принципах верховенства закону.

### Політичний устрій
Згідно з конституцією влада розділена на законодавчу, виконавчу і судову. Президент формально не входить у систему поділу влади.
Законодавча влада належить Скупщині — парламенту країни, а виконавча влада — президенту та уряду Чорногорії — Влада. Всі ці владні структури перебувають у столиці.
Президент обирається на п'ятирічний термін у ході загального прямого таємного голосування. З 2003 року посаду президента Чорногорії займає Філіп Вуянович.
Скупщина — однопалатний парламент країни, складається з 81 депутата. Депутати обираються всенародним голосуванням строком на 4 роки. Вибори проходять за пропорційною системою. Обираються 76 депутатів плюс 5 албанських представників висуваються від албанської меншини.
Виконавчу владу здійснює Уряд (Влада). Склад уряду затверджується Скупщиною за пропозицією Президента.
Судова система дворівнева. Верховний суд Чорногорії забезпечує єдність правозастосовчої практики на всій території республіки.
Крім дворівневої судової системи існує також Конституційний суд.

### Зовнішня політика
Наразі Чорногорія визнана незалежною державою з боку 173 міжнародно-визнаними державами. Також вона підтримує дипломатичні відносини з частково визнаними Державою Палестина та Республікою Косово, а також з Євросоюзом і Мальтійським орденом. Чорногорія не має дипломатичні відносини з наступними державами:
- Багами, Барбадос, Беліз,
- Венесуела,
- Камерун, Кот-д'Івуар, Мадагаскар, Нігер, Нігерія, Сан-Томе і Принсипі, Сомалі, Сьєрра-Леоне, Танзанія, Центральноафриканська Республіка, Чад, Екваторіальна Гвінея, Бутан,
- Маршаллові Острови, Папуа Нова Гвінея, Тонга.

2 грудня 2015 керівники МЗС країн НАТО фактично запросили Чорногорію вступити в НАТО, ухваливши рішення запропонувати їй розпочати переговори про її вступ в Альянс. За словами Столтенберга, це було історичне рішення, «добре для Чорногорії, для Балкан і для всього Альянсу». Рішення поклало початок перемовинам про вступ, які розпочалися на початку 2016 року. Як тільки вони завершаться, протокол про вступ Чорногорії належить ратифікувати парламентам усіх 28 держав-членів НАТО. У відповідь, Росія та проросійські налаштовані сили спробували завадити цьому рішенню, що призвело до політичної кризи у Чорногорії та ініційованої ззовні спроби здійснення державного перевороту.

### Політичні партії
І виконавчий, і законодавчий органи влади Чорногорії контролюються «Коаліцією за європейську Чорногорію» — ДПСЧ і Соціал-демократичною партією Чорногорії.

## Адміністративний устрій

Територія Чорногорії розділена на 23 громади/общини (чорн. община/opština), названих за її центром:
| - Община Андрієвиця (Andrijevica) - Община Бар (Bar) - Община Беране (Berane) - Община Бієло Полє (Bijelo Polje) - Община Будва (Budva) - Община Цетинє (Cetinje) - Община Даниловград (Danilovgrad) - Община Гусинє (Gusinje) - Община Херцег-Новий (Herceg Novi) - Община Колашин (Kolašin) - Община Котор (Kotor) - Община Мойковаць (Mojkovac) - Община Никшич (Nikšić) | - Община Петниця (Petnjica) - Община Плав (Plav) - Община Плужине (Plužine) - Община Плєвля (Pljevlja) - Община Рожає (Rožaje) - Община Шавник (Šavnik) - Община Тиват (Tivat) - Община Ульцинь (Ulcinj) - Община Жабляк (Žabljak) - Община Подгориця (Podgorica) - Міська община Голубовці (Golubovci) - Міська община Тузі (Tuzi) |

## Населення
Населення Чорногорії за даними перепису 2011 р. становило 620 029 осіб, майже не змінившись у порівнянні з 2003 роком (620 145 осіб). У 2012 році Чорногорію відвідало 1 439 500 туристів.
| рік перепису | населення | густота населення (осіб на км2) |
| ------------ | --------- | ------------------------------- |
| 1921         | 311 341   | 22,5                            |
| 1931         | 360 044   | 26,1                            |
| 1948         | 377 189   | 27,3                            |
| 1953         | 419 873   | 30,4                            |
| 1961         | 471 894   | 34,2                            |
| 1971         | 529 604   | 38,3                            |
| 1981         | 584 310   | 42,3                            |
| 1991         | 615 035   | 44,5                            |
| 2003         | 620 145   | 44,9                            |
| 2011         | 620 029   | 44,9                            |

### Етнічний склад

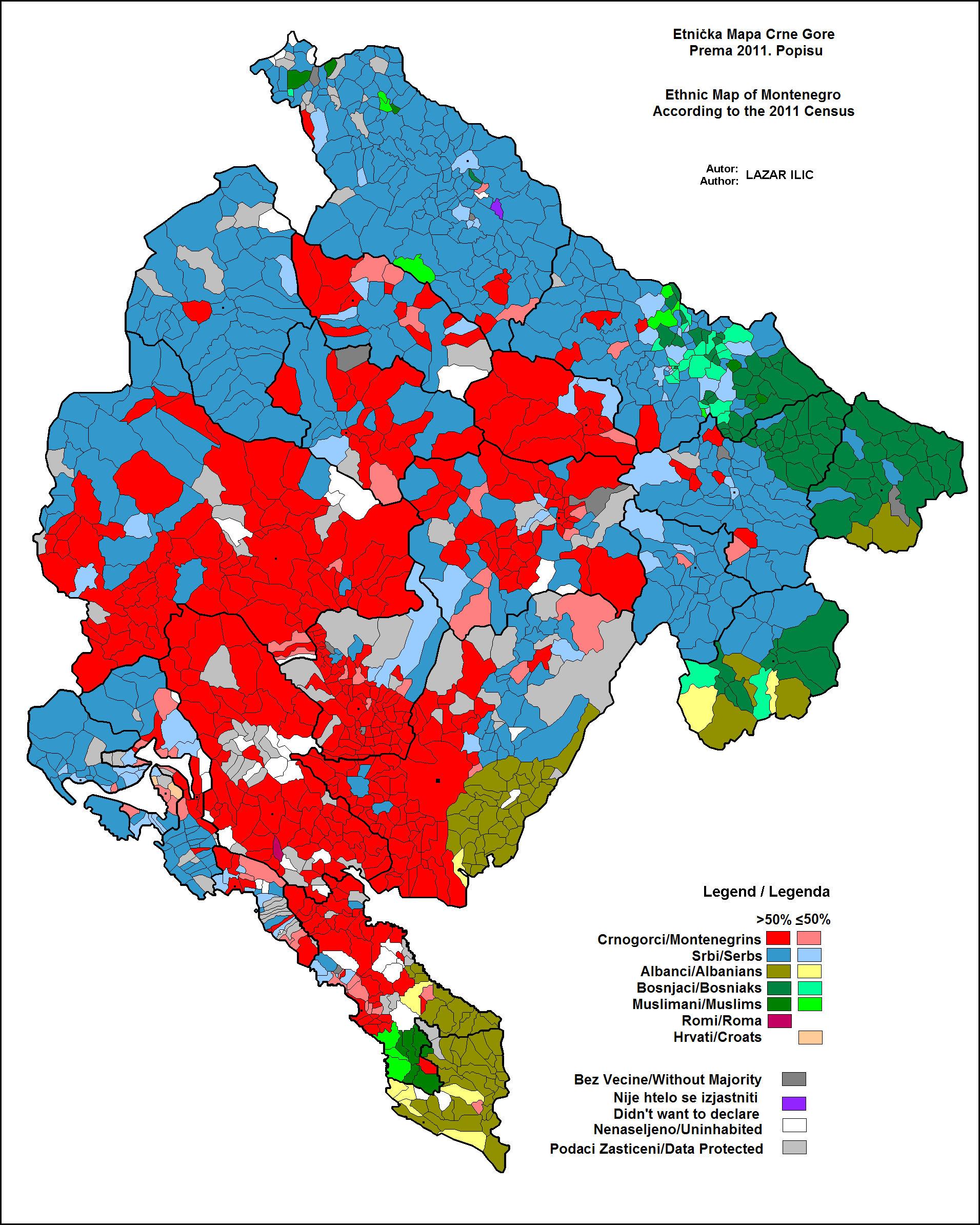
Найчисельніші національності за переписом 2011 року

За результатами останнього перепису, серед населення переважають чорногорці (45,0 %) та серби (28,7 %), проживають також босняки (8,7 %), албанці (4,9 %), мусульмани (3,3 %) та цигани (1,0 %).
Найчисельніші народи Чорногорії за переписом 2011 р.:
|            | Чисельність | Частка  |
| Чорногорці | 278 865     | 44,98 % |
| Серби      | 168 110     | 27,73 % |
| Босняки    | 53 605      | 8,65 %  |
| Албанці    | 30 439      | 4,91 %  |
| Мусульмани | 20 537      | 3,31 %  |
| Цигани     | 6 251       | 1,01 %  |
| Хорвати    | 6 021       | 0,97 %  |
| Інші       | 46 201      | 7,44 %  |
|            |             |         |

|            |  |       |  |         |  |         |  |
| чорногорці |  | серби |  | босняки |  | албанці |  |

### Мова

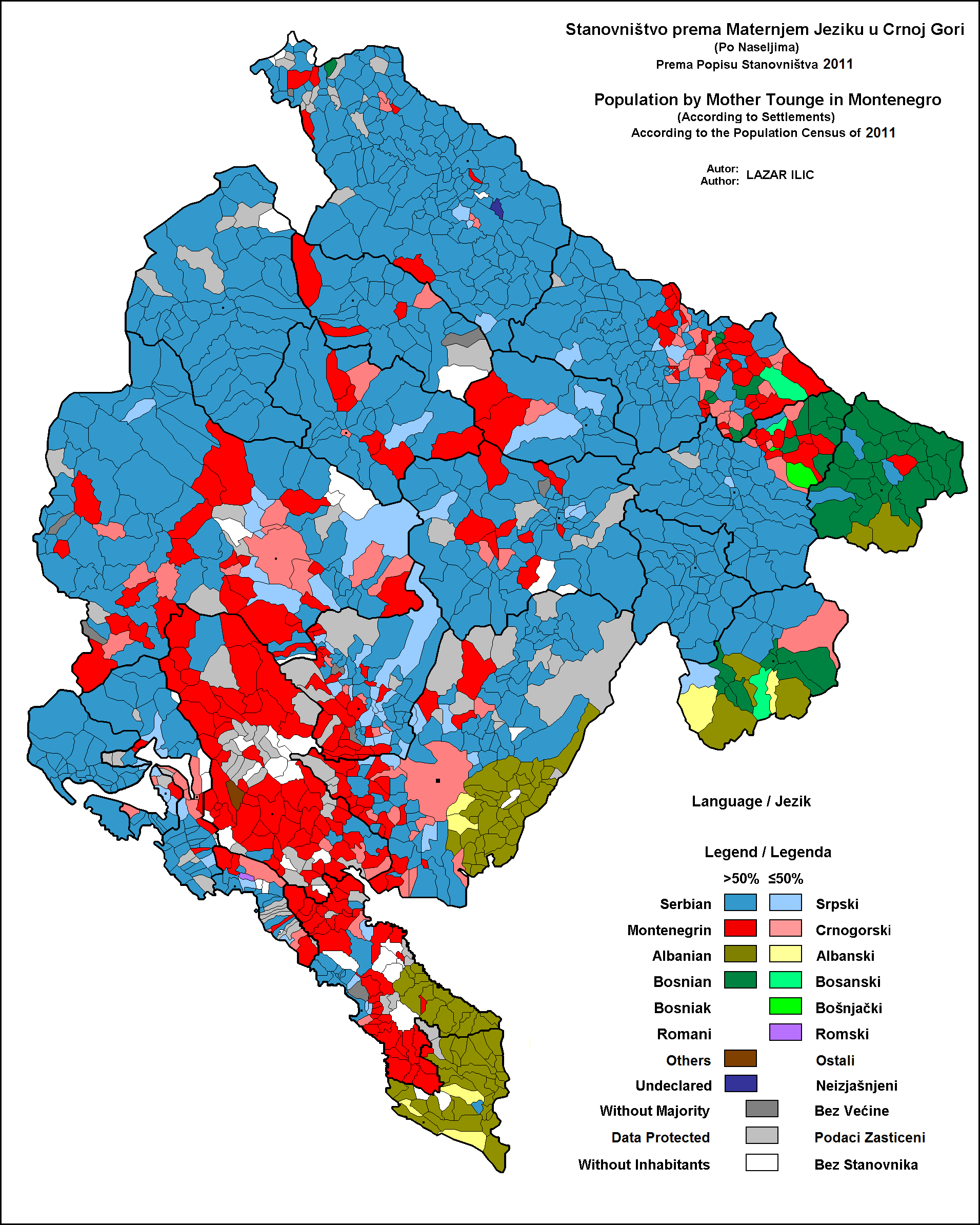
Найпоширеніші мови за переписом 2011 року

За переписом 2011 р. найпоширенішими рідними мовами населення Чорногорії були:
|              | чисельність | частка  |
| сербська     | 265 895     | 42,88 % |
| чорногорська | 229 251     | 36,97 % |
| боснійська   | 33 077      | 5,33 %  |
| албанська    | 32 671      | 5,27 %  |
| циганська    | 5 169       | 0,83 %  |
| босняцька    | 3 662       | 0,59 %  |
| хорватська   | 2 791       | 0,45 %  |
| інша         | 47 513      | 7,68 %  |

|              |  |          |  |           |  |           |  |
| чорногорська |  | сербська |  | босняцька |  | албанська |  |

### Релігія

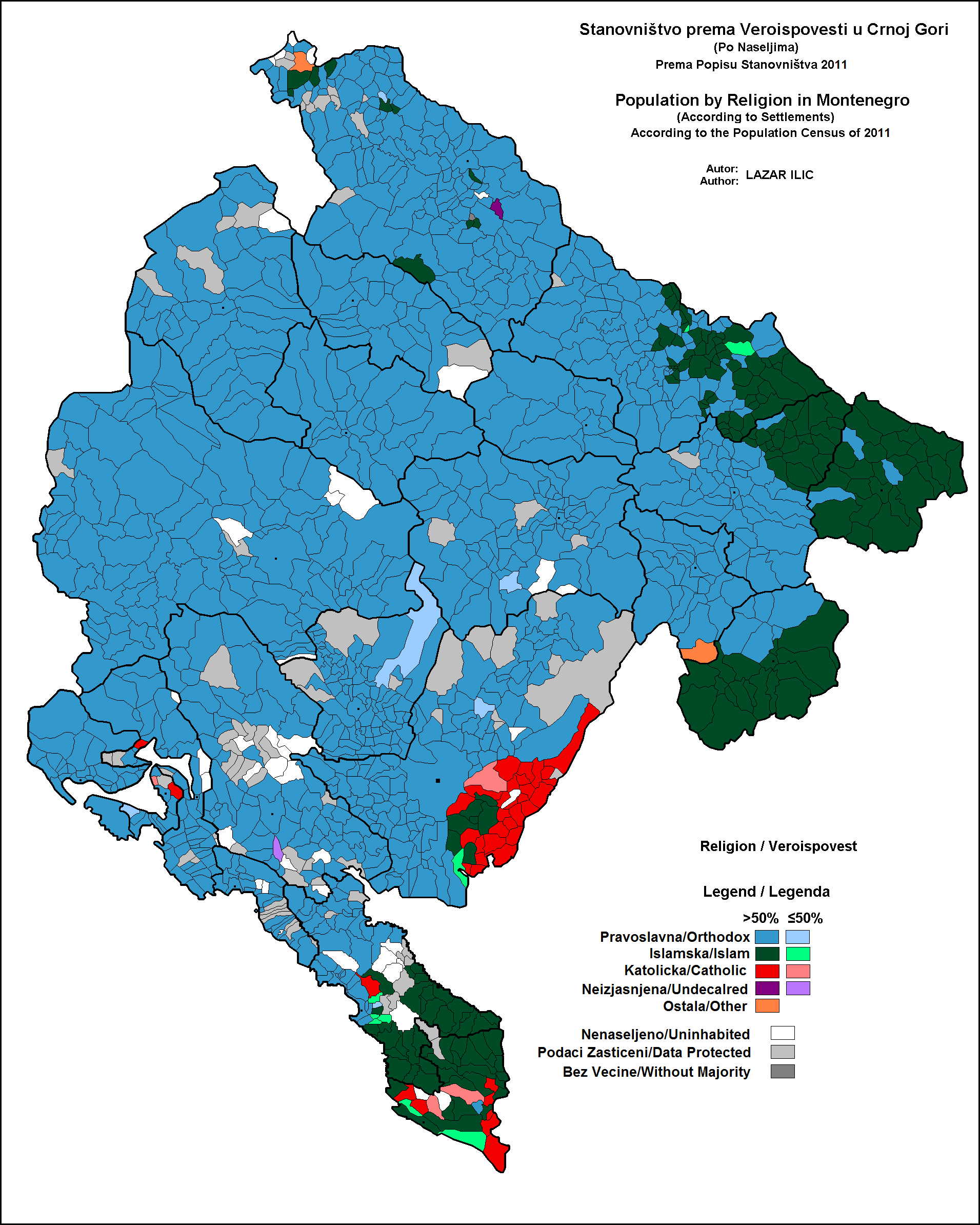
Найпоширеніші релігії за переписом 2011 року

За даними перепису 2011 р. населення Чорногорії складалося з таких релігійних груп:
|             | чисельність | частка  |
| православні | 446 858     | 72,07 % |
| мусульмани  | 118 477     | 19,11 % |
| католики    | 21 299      | 3,44 %  |
| інші        | 27 756      | 5,38 %  |

|             |  |       |  |            |  |
| Православ'я |  | Іслам |  | Католицизм |  |

## Культура
Захід і схід, православ'я та іслам, романський стиль і готика, бароко та абстракціонізм брали активну участь у формуванні зовнішнього та внутрішнього вигляду культури Чорногорії. Першими свідоцтвами про прояву людського генія на території Чорногорії можна вважати знайдені в печерах Червона Стіна, Біоче (каньйон річки Морача), Малішіна печера і Мідна скеля (каньйон річки Чеотіна) поселення з притаманними для бронзової доби культурними вишукуваннями. Розвиток суспільства, зародження іноземних відносин, сприяли становленню нового культурного середовища, головною ареною для вираження якої стало м. Котор. Його величні та витончені церкви та фортеця, громадські будинки й споруди, що збереглися до наших днів, нині внесені ЮНЕСКО в список всесвітньої спадщини, щоб подальше покоління могло вивчати історію. Крім того, не мало пізнавальних уроків піднесуть молоді, що успадкували ісламські традиції мечеті, наприклад, Хусейн-паші Боляніча в Плевля або світські будівлі, як-от Будинок поміщика Реджепагіча в Плав'є і численні монастирські комплекси Чорногорії: Морача, Півській монастир, високогірний монастир Острог, ввібрали в себе візантійські канони живопису та розпису.

### Мистецтво
Сучасна художня творчість Чорногорії викликає непідробний інтерес поціновувачів мистецтва, до числа нових майстрів пензля, відносяться абстракціоністи Петар Лубарда, Міло Мілунович, Дадо Джурич, Бранко Пилипович-Філо, Войо Станіч, чиї роботи представлені не тільки в музеях Чорногорії, а й у найбільших галереях світу.

## Транспорт і зв'язок

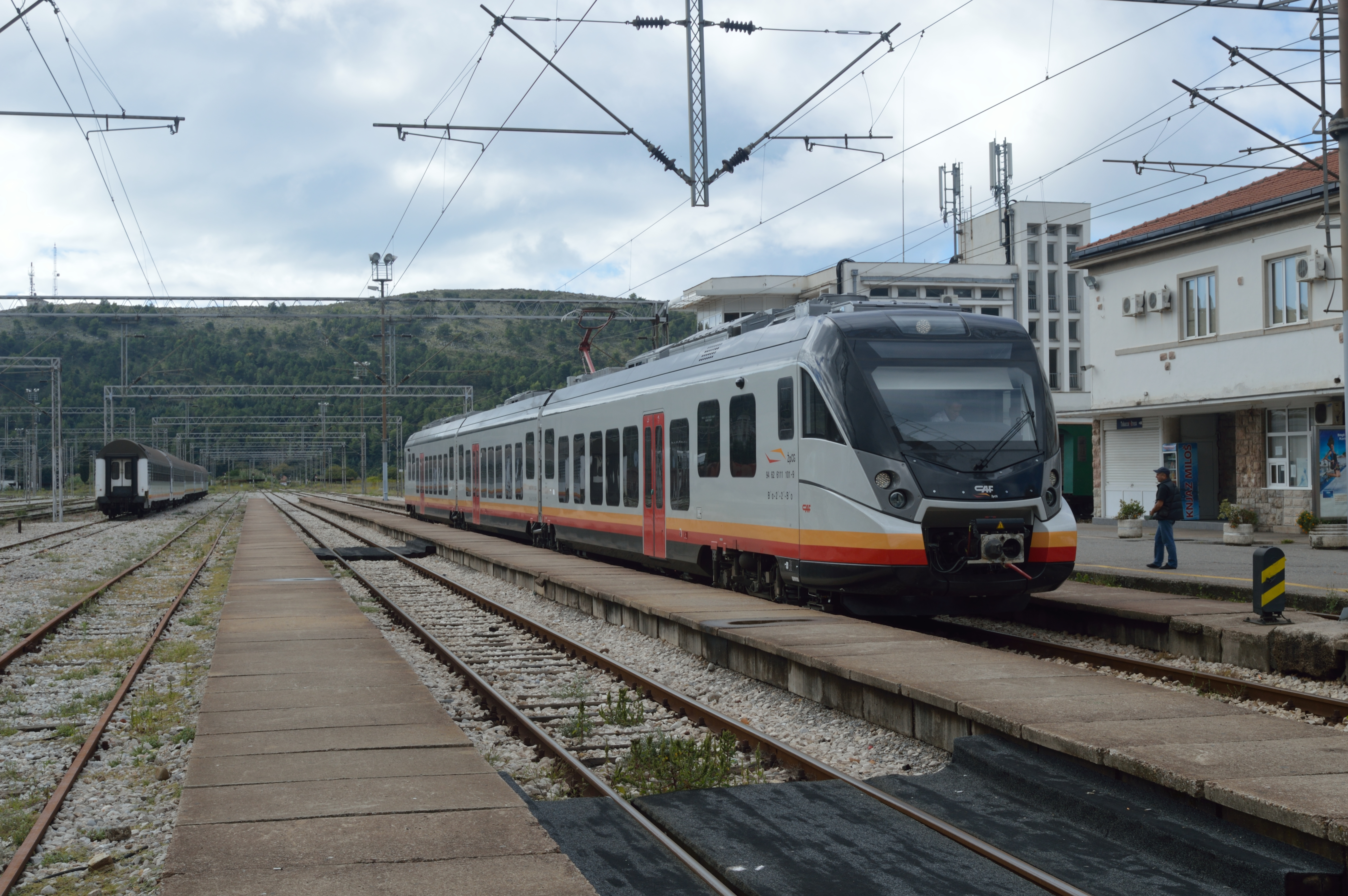
Швидкісний потяг Чорногорських залізниць

## Туризм

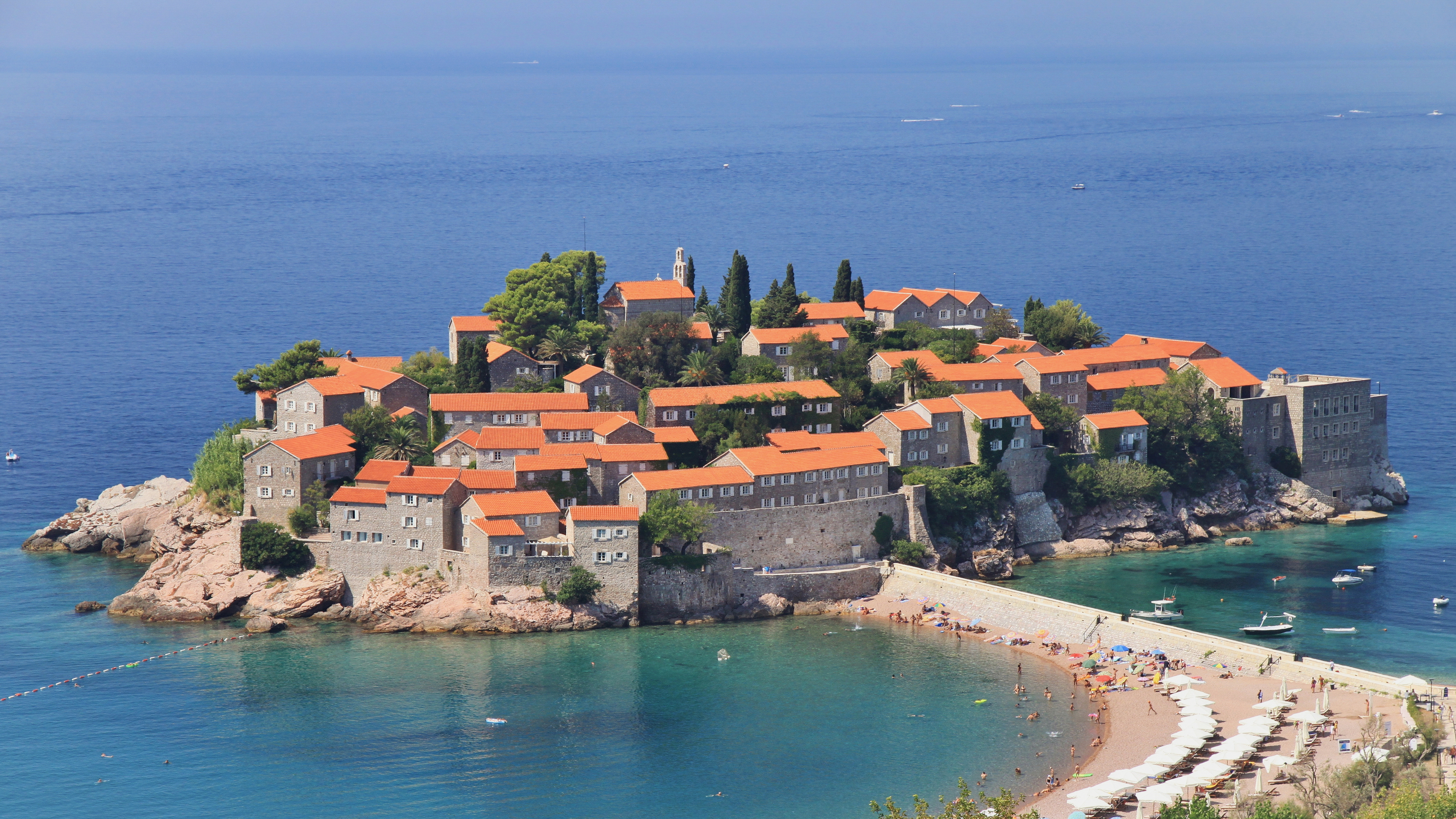
Светі-Стефан, мальовничий острів-курорт

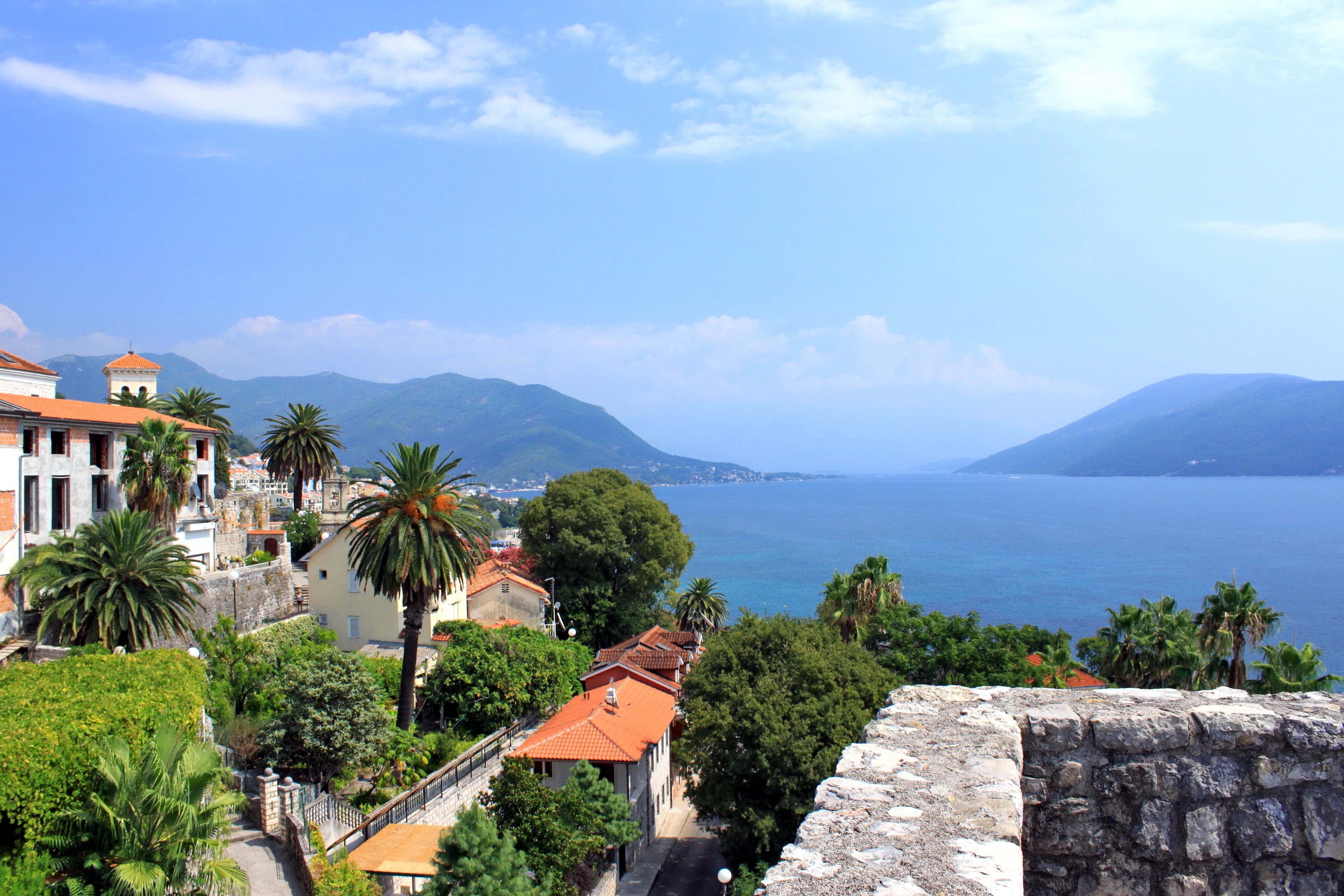
Херцег-Нові

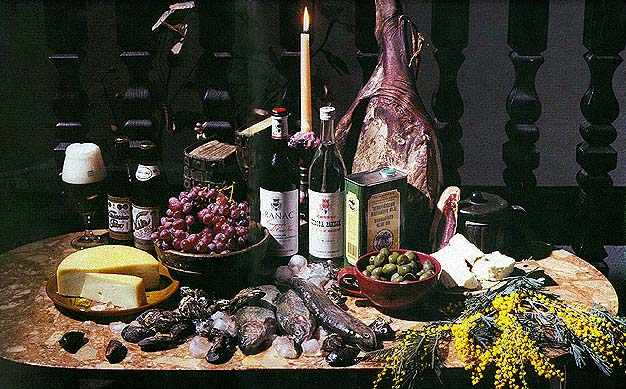
Традиційна чорногорська їжа

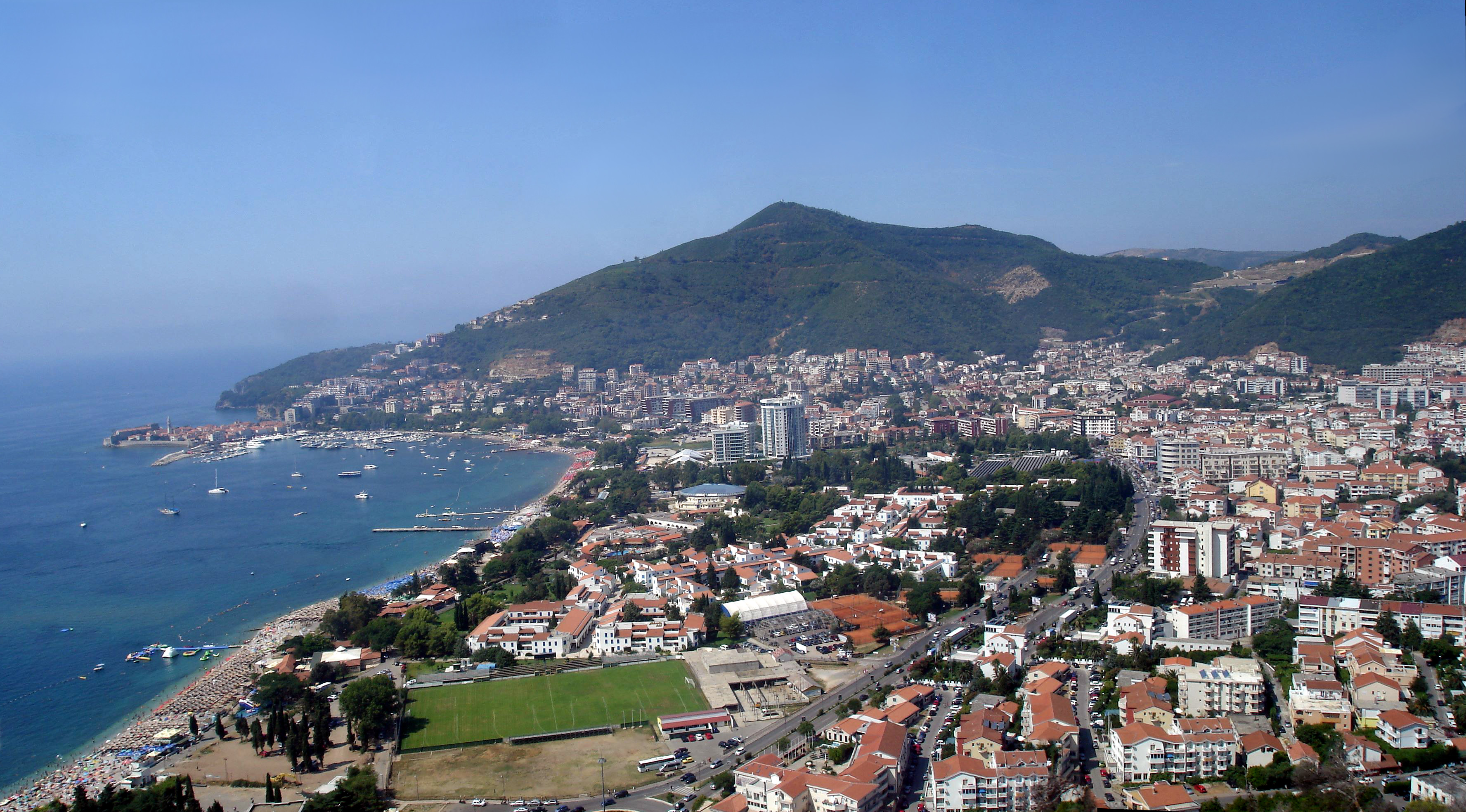
Будва, один з головних туристичних напрямків